# Тюрменко Ірина Іванівна
Тюрменко Ірина Іванівна (28 грудня 1957) — український історик, доктор історичних наук, професор, завідувач кафедри історії та документознавства Гуманітарного інституту Національного авіаційного університету.
Праонука Василя Огієнка, брата Івана Огієнка.

## Біографія
Народилася 28 грудня 1957 у Києві, або у м. Ногінськ, Московської області (Росія)[джерело?].
1980 р. — закінчила історичний факультет Київського державного педагогічного інституту ім. О. М. Горького за спеціальністю: історія, суспільствознавство, методика виховної роботи.
серпнь — грудень 1980 р. — працювала заступником директора з позакласної та позашкільної роботи № 221, м. Київ.
1983—2006 рр. — працювала у Національному університеті харчових технологій:
1983—1989 — асистент;
1989—2001 — доцент;
2001—2006 — професор кафедри українознавства.
З 2006 р. — Національний авіаційний університет: професор кафедри політології та соціальних технологій (2006—2009).
З 2009 р. — завідувач кафедри історії та культурології документознавства (до 2012 — кафедра історії та культурології)НАУ

## Наукові досягнення
1983 р. — захистила дисертацію на здобуття вченого степеня кандидата історичних наук на тему: «Керівна роль Комуністичної партії України по здійсненню переходу до загальної середньої освіти у роки дев'ятої п'ятирічки (1971—1975 рр.)».
2000 р. — захистила дисертацію на здобуття вченого ступеня доктора історичних наук на тему: «Проблеми української державності в діяльності та науковій спадщині Івана Огієнка».
Наукові дослідження пов'язані з вивченням історії Української національно-демократичної революції (1917—1921 рр.), проблем української державності, української діаспори, історії освіти, культури, церкви, цивільної авіації, біографістики.
Зокрема, ґрунтовні дослідження стосуються життя та діяльності Івана Огієнка (митрополита Іларіона), Наталени Королевої, Д. Ківи, О. Галуненка та ін.
До кола наукових інтересів відносяться також проблеми розвитку діловодства, архівної справи, історії документу та його інформаційного наповнення.
Доцент кафедри історії України (1992 р.), професор кафедри українознавства (2004 р.).

## Наукова робота
Автор 100 наукових праць:
1. Тюрменко І. Quid est veritas?" или пути создания научной биографии украинской писательницы Наталены Королевы / І. Тюрменко // Codrul Cosminului (The Scientific Annals of the University «Stefan cel Mare» Suceava, History Section — is a journal classified in the B+ category by the National Council for Higher Education Research (CNCSIS). — New Series. — nr.XXI, 2. — 2010. — P. 69-81.
2. Тюрменко І. Українська культура у вимірі православної концепції митрополита Іларіона / І. Тюрменко // Віра і культура (Вінніпег, Канада). — 2008—2010. — Ч.15. — С. 126—140.
3. Тюрменко І. Нарис історії товариства «Волинь» та Інституту дослідів Волині у Вінніпезі (1949—2009): монографія / І. Тюрменко. — К. : Вид-во «НАУ-друк», 2010. — 88 с.
4. Тюрменко І. Становище українських переміщених осіб у повоєнній Європі (1945—1957) /І.Тюрменко // Соціологія, політологія, історія: зб. наук. пр. — К.: Вид-во нац. авіац. ун-ту «НАУ-друк», 2011. — № 1. — Вип. 1-2. — С. 65-70.

## Нагороди та почесні звання
- 2005 р. — науковий грант Інституту Українських студій при Альбертському університеті (Канада).
- 2006 р. — Почесний професор Кам'янець-Подільського державного університету.